# Harry Potter (filmserie)
De Harry Potterfilmserie is een Britse filmreeks gebaseerd op de eerste zeven Harry Potterboeken van de Engelse schrijfster J.K. Rowling. De reeks begon in 2001, werd afgerond in 2011 en telt acht langspeelfilms. Het laatste boek, het zevende, is namelijk in twee delen verfilmd. De reeks is vanaf 2016 aangevuld met meerdere prequels, die gebaseerd zijn op het boek Fabeldieren en Waar Ze Te Vinden.

## Productie
De reeks is uitgebracht door de studio's van Warner Bros. De producent is David Heyman en de belangrijkste rollen worden gespeeld door Daniel Radcliffe, Rupert Grint en Emma Watson.
In 2012 begonnen opnamen voor een film die alleen te bezichtigen zou zijn in speciale pretparken.
In 2016 verscheen het eerste deel van de Fantastic Beasts-reeks, een spin-off van de Harry Potter-reeks, die gebaseerd is op het boek Fabeldieren en Waar Ze Te Vinden. Het gaat om een prequel van de reeks, waarin het personage Newt Scamander de hoofdrol speelt.
Eind 2021 werd bekendgemaakt dat er, ter ere van het 20-jarig bestaan van de filmreeks, een reünie zou komen met een groot deel van de castleden. Deze verscheen op 1 januari 2022 op de streamingdienst HBO Max, onder de naam Harry Potter 20th Anniversary: Return to Hogwarts. In deze film, die ruim anderhalf uur duurt, zijn interviews te zien met de castleden en laten ze content van achter de schermen zijn bij het maken van de films.

## Rolverdeling

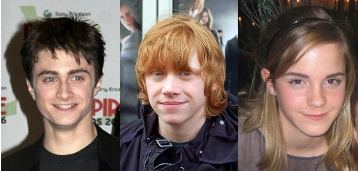
Harry Potter (Daniel Radcliffe), Ron Wemel (Rupert Grint) en Hermelien Griffel (Emma Watson)

Veel bekende Britse acteurs spelen mee in de Harry Potterfilms. Zo vervult veterane Maggie Smith de rol van professor Anderling (Minerva McGonagall). Alan Rickman speelt in de films de rol van de gehate professor Sneep (Severus Snape). Richard Harris speelde in de eerste twee delen het schoolhoofd, professor Perkamentus (Albus Dumbledore). Na zijn overlijden in 2002 nam Michael Gambon het over. De rol van Rubeus Hagrid wordt vertolkt door Robbie Coltrane.
De rollen van de drie vrienden Harry Potter, Ron Wemel (Ron Weasley) en Hermelien Griffel (Hermione Granger) worden gespeeld door de tot dan toe onbekende acteurs Daniel Radcliffe, Rupert Grint en Emma Watson. Tom Felton speelt Draco Malfidus (Draco Malfoy), de zoon van Dooddoener (Deatheater) Lucius Malfidus (Lucius Malfoy), vertolkt door Jason Isaacs.
Andere bekende acteurs die hun opwachting maken in de filmreeks zijn onder meer John Cleese (Haast-Onthoofde Henk/Nearly-Headless Nick), Emma Thompson, Kenneth Branagh, Helena Bonham Carter, Gary Oldman, John Hurt en Ralph Fiennes (als Voldemort).

## Lijst van films
| Nederlandstalige titel                         | Originele Engelstalige titel                | Filmregisseur  | Première         | Première in Vlaanderen | Première in Nederland |
| ---------------------------------------------- | ------------------------------------------- | -------------- | ---------------- | ---------------------- | --------------------- |
| Harry Potter en de Steen der Wijzen            | Harry Potter and the Philosopher's Stone    | Chris Columbus | 4 november 2001  | 21 november 2001       | 22 november 2001      |
| Harry Potter en de Geheime Kamer               | Harry Potter and the Chamber of Secrets     | Chris Columbus | 3 november 2002  | 20 november 2002       | 21 november 2002      |
| Harry Potter en de Gevangene van Azkaban       | Harry Potter and the Prisoner of Azkaban    | Alfonso Cuarón | 23 mei 2004      | 2 juni 2004            | 2 juni 2004           |
| Harry Potter en de Vuurbeker                   | Harry Potter and the Goblet of Fire         | Mike Newell    | 6 november 2005  | 23 november 2005       | 23 november 2005      |
| Harry Potter en de Orde van de Feniks          | Harry Potter and the Order of the Phoenix   | David Yates    | 28 juni 2007     | 11 juli 2007           | 11 juli 2007          |
| Harry Potter en de Halfbloed Prins             | Harry Potter and the Half-Blood Prince      | David Yates    | 6 juli 2009      | 15 juli 2009           | 15 juli 2009          |
| Harry Potter en de Relieken van de Dood deel 1 | Harry Potter and the Deathly Hallows part 1 | David Yates    | 11 november 2010 | 17 november 2010       | 17 november 2010      |
| Harry Potter en de Relieken van de Dood deel 2 | Harry Potter and the Deathly Hallows part 2 | David Yates    | 7 juli 2011      | 13 juli 2011           | 13 juli 2011          |

## Rolverdeling
| Personage                     | Engelse naam            | Acteur                                                                                | Films          |
| ----------------------------- | ----------------------- | ------------------------------------------------------------------------------------- | -------------- |
| Hoofdrolspelers               |                         |                                                                                       |                |
| Harry Potter                  | Harry Potter            | Daniel Radcliffe                                                                      | alle           |
| Ron Wemel                     | Ron Weasley             | Rupert Grint                                                                          | alle           |
| Hermelien Griffel             | Hermione Granger        | Emma Watson                                                                           | alle           |
| Leraren                       |                         |                                                                                       |                |
| Rubeus Hagrid                 | Rubeus Hagrid           | Robbie Coltrane                                                                       | alle           |
| Severus Sneep                 | Severus Snape           | Alan Rickman                                                                          | alle           |
| Albus Perkamentus             | Albus Dumbledore        | Richard Harris                                                                        | 1,2            |
| Albus Perkamentus             | Albus Dumbledore        | Michael Gambon                                                                        | 3-8            |
| Minerva Anderling             | Minerva McGonagall      | Maggie Smith                                                                          | 1-6, 8         |
| Filius Banning                | Filius Flitwick         | Warwick Davis                                                                         | 1-6, 8         |
| Argus Vilder                  | Argus Filch             | David Bradley                                                                         | 1-6, 8         |
| Poppy Plijster                | Poppy Pomfrey           | Gemma Jones                                                                           | 2, 6, 8        |
| Pomona Stronk                 | Pomona Sprout           | Miriam Margolyes                                                                      | 2, 8           |
| Sybilla Zwamdrift             | Sybilla Trelawney       | Emma Thompson                                                                         | 3, 5, 8        |
| Quirinus Krinkel              | Quirinus Quirrell       | Ian Hart                                                                              | 1              |
| Madame Hooch                  | Madam Hooch             | Zoë Wanamaker                                                                         | 1              |
| Hildebrand Slakhoorn          | Horace Slughorn         | Jim Broadbent                                                                         | 6, 8           |
| Gladianus Smalhart            | Gilderoy Lockhart       | Kenneth Branagh                                                                       | 2              |
| Leerlingen                    |                         |                                                                                       |                |
| Fred Wemel                    | Fred Weasley            | James Phelps                                                                          | alle           |
| George Wemel                  | George Weasley          | Oliver Phelps                                                                         | alle           |
| Ginny Wemel                   | Ginny Weasley           | Bonnie Wright                                                                         | alle           |
| Draco Malfidus                | Draco Malfoy            | Tom Felton                                                                            | alle           |
| Marcel Lubbermans             | Neville Longbottom      | Matthew Lewis                                                                         | alle           |
| Simon Filister                | Seamus Finnigan         | Devon Murray                                                                          | alle           |
| Karel Kwast                   | Gregory Goyle           | Joshua Herdman                                                                        | alle           |
| Daan Thomas                   | Dean Thomas             | Alfred Enoch                                                                          | 1-6, 8         |
| Vincent Korzel                | Vincent Crabbe          | Jamie Waylett                                                                         | 1-6            |
| Carlo Kannewasser             | Cedric Diggory          | Robert Pattinson                                                                      | 4              |
| Cho Chang                     | Cho Chang               | Katie Leung                                                                           | 4-8            |
| Loena Leeflang                | Luna Lovegood           | Evanna Lynch                                                                          | 5-8            |
| Olivier Plank                 | Oliver Wood             | Sean Biggerstaff                                                                      | 1-2            |
| Orde van de Feniks            |                         |                                                                                       |                |
| Alastor "Dwaaloog" Dolleman   | Alastor "Mad-Eye" Moody | Brendan Gleeson                                                                       | 4-5, 7         |
| Remus Lupos                   | Remus Lupin             | David Thewlis                                                                         | 3, 5-8         |
| Sirius Zwarts                 | Sirius Black            | Gary Oldman (volwassen) James Walters (tiener)                                        | 3-5, 8 5       |
| Nymphadora Tops               | Nymphadora Tonks        | Natalia Tena                                                                          | 5-8            |
| Romeo Wolkenveldt             | Kingsley Shacklebolt    | George Harris                                                                         | 5, 7-8         |
| Arthur Wemel                  | Arthur Weasley          | Mark Williams                                                                         | 2-8            |
| Molly Wemel                   | Molly Weasley           | Julie Walters                                                                         | 1-3, 5-8       |
| Bill Wemel                    | Bill Weasley            | Domhnall Gleeson                                                                      | 7-8            |
| Fleur Delacour                | Fleur Delacour          | Clémence Poésy                                                                        | 4,7-8          |
| Levenius Lorrebos             | Mundungus Fletcher      | Andy Linden                                                                           | 7              |
| Desiderius Perkamentus        | Aberforth Dumbledore    | Jim McManus Ciarán Hinds                                                              | 5 8            |
| James Potter                  | James Potter            | Adrian Rawlins (volwassen) Robbie Jarvis (tiener) Alfie McIlwain (tiener)             | 1-5, 7-8 5 8   |
| Lily Potter                   | Lily Potter             | Geraldine Somerville (volwassen) Ellie Darcy-Alden (tiener)                           | 1-8 8          |
| Voldemort en zijn Dooddoeners |                         |                                                                                       |                |
| Voldemort                     | Voldemort               | Richard Bremmer Christian Coulson (tiener) Ralph Fiennes Hero Fiennes Tiffin (tiener) | 1 2 4-5, 7-8 6 |
| Bellatrix van Detta           | Bellatrix Lestrange     | Helena Bonham Carter                                                                  | 5-8            |
| Lucius Malfidus               | Lucius Malfoy           | Jason Isaacs                                                                          | 2, 4-5, 7-8    |
| Peter Pippeling               | Peter Pettigrew         | Timothy Spall Charles Hughes (tiener)                                                 | 3-8 5          |
| Fenrir Vaalhaar               | Fenrir Greyback         | Dave Legeno                                                                           | 6-8            |
| Alecto Kragge                 | Alecto Carrow           | Suzie Toase                                                                           | 6-8            |
| Amycus Kragge                 | Amycus Carrow           | Ralph Ineson                                                                          | 6-8            |
| Bartolomeus Krenck Jr.        | Bartemius Crouch        | David Tennant                                                                         | 4              |
| Ministerie van Toverkunst     |                         |                                                                                       |                |
| Cornelis Droebel              | Cornelius Fudge         | Robert Hardy                                                                          | 2-5            |
| Bartolomeus Krenck Sr.        | Bartemius Crouch        | Roger Lloyd-Pack                                                                      | 4              |
| Rufus Schobbejak              | Rufus Scrimgeour        | Bill Nighy                                                                            | 7              |
| Dorothea Omber                | Dolores Umbridge        | Imelda Staunton                                                                       | 5, 7           |
| Percy Wemel                   | Percy Weasley           | Chris Rankin                                                                          | 1-3, 5, 8      |
| Tovenaars                     |                         |                                                                                       |                |
| Olivander                     | Olivander               | John Hurt                                                                             | 1, 7-8         |
| Xenofilus Leeflang            | Xenophilius Lovegood    | Rhys Ifans                                                                            | 7              |
| Narcissa Malfidus             | Narcissa Malfoy         | Helen McCrory                                                                         | 6-8            |
| Rita Pulpers                  | Rita Skeeter            | Miranda Richardson                                                                    | 4, 7           |
| Olympe Mallemour              | Olympe Maxime           | Frances de la Tour                                                                    | 4, 7           |
| Viktor Kruml                  | Viktor Krum             | Stanislav Janevski                                                                    | 4, 7           |
| Igor Karkarov                 | Igor Karkaroff          | Predrag Bjelac                                                                        | 4              |
| Geesten en magische wezens    |                         |                                                                                       |                |
| De Grijze Dame                | The Grey Lady           | Nina Young Kelly Macdonald                                                            | 1-2 8          |
| Haast Onthoofde Henk          | Nearly Headless Nick    | John Cleese                                                                           | 1-2            |
| Jammerende Jenny              | Moaning Myrtle          | Shirley Henderson                                                                     | 2, 4           |
| Dobby                         | Dobby                   | Toby Jones (stem)                                                                     | 2, 8           |
| Grijphaak                     | Griphook                | Verne Troyer Warwick Davis (stem)                                                     | 1 1, 8         |
| Knijster                      | Kreacher                | Timothy Bateson (stem) Simon McBurney (stem)                                          | 5 7            |
| Dreuzels                      |                         |                                                                                       |                |
| Herman Duffeling              | Vernon Dursley          | Richard Griffiths                                                                     | 1-3, 5, 7      |
| Petunia Duffeling             | Petunia Dursley         | Fiona Shaw                                                                            | 1-3, 5, 7      |
| Dirk Duffeling                | Dudley Dursley          | Harry Melling                                                                         | 1-3, 5, 7      |
| Pieter Pulking                | Pieter Pulking          | Jason Boyd                                                                            | 5              |

## Opbrengst
Het is de filmreeks met de derde hoogste omzet, zonder rekening te houden met inflatie, van wereldwijd ruim 7 miljard dollar. Alle films, inclusief de eerste spin-off, staan in de top 100 van de lijst van succesvolste films aller tijden.
| Film                                           | Budget            | Opbrengst         |
| ---------------------------------------------- | ----------------- | ----------------- |
| Harry Potter en de Steen der Wijzen            | US$ 125 miljoen   | US$ 1,007 miljard |
| Harry Potter en de Geheime Kamer               | US$ 100 miljoen   | US$ 880 miljoen   |
| Harry Potter en de Gevangene van Azkaban       | US$ 130 miljoen   | US$ 796 miljoen   |
| Harry Potter en de Vuurbeker                   | US$ 150 miljoen   | US$ 896 miljoen   |
| Harry Potter en de Orde van de Feniks          | US$ 150 miljoen   | US$ 942 miljoen   |
| Harry Potter en de Halfbloed Prins             | US$ 250 miljoen   | US$ 934 miljoen   |
| Harry Potter en de Relieken van de Dood deel 1 | US$ 150 miljoen   | US$ 977 miljoen   |
| Harry Potter en de Relieken van de Dood deel 2 | US$ 250 miljoen   | US$ 1,342 miljard |
| Totaal                                         | US$ 1,305 miljard | US$ 7,774 miljard |

## Trivia
De voormalige Nederlandse minister-president Jan Peter Balkenende (CDA) werd vanwege zijn uiterlijk weleens Harry Potter genoemd. Het NOS Jeugdjournaal had in 2004 als 1 aprilgrap gemeld dat Balkenende een rol in de nieuwe Harry Potterfilm zou spelen.
Het gebogen viaduct waarover de Zweinsteinexpres in de films passeert bestaat echt. Het is het in gebruik zijnde Glenfinnanviaduct, onderdeel van de West Highland Line in Schotland. Verder zijn er veel opnames gedaan aan de Universiteit van Oxford.
- Gemeinsame Normdatei: 7556067-7
- Library of Congress Control Number: sh2010014258
- MusicBrainz: 2b9d1093-b9cb-4039-9808-c5b0e0eabcc2
- Nationale Bibliotheek van Israël: 987007383254805171
- Virtual International Authority File: 186680550